# Бойківська селищна територіальна громада
Бойківська селищна громада — номінально утворена територіальна громада в Україні, у Кальміуському районі Донецької області. Адміністративний центр — селище Бойківське.
Територія утвореної територіальної громади є тимчасово окупованою.
Утворена розпорядженням Кабінету Міністрів України від 12 червня 2020 р. № 710-р.

## Населені пункти
До складу громади входить селище Бойківське та 41 село: Біла Кам'янка, Білокриничне, Богданівка, Вершинівка, Воля, Греково-Олександрівка, Григорівка, Грінталь, Дерсове, Запорожець, Зелений Гай, Зернове, Зорі, Іванівка, Кам'янувате, Каплани, Конькове, Котляревське, Кузнецово-Михайлівка, Лавринове, Лукове, Майорове, Миколаївка, Михайлівка, Нова Мар'ївка, Новоласпа, Новоолександрівка, Олександрівське, Петрівське, Розівка, Садки, Самсонове, Свободне, Староласпа, Таврійське, Тернівка, Черевківське, Чирилянське, Чорне, Чумак та Шевченко.